# 木屋瀬駅
木屋瀬駅（こやのせえき）は、福岡県北九州市八幡西区木屋瀬五丁目にある、筑豊電気鉄道筑豊電気鉄道線の駅である。駅番号はCK18。

## 歴史
- 1958年（昭和33年）4月29日：筑豊中間駅 - 当駅間の延伸に際し開業[1]。
- 1959年（昭和34年）9月18日：筑豊直方駅までの延伸により中間駅となる。

## 駅構造
相対式ホーム2面2線を持つ地上駅である。無人駅。木屋瀬 - 筑豊直方間開業以前はここが終点だったが、現在は折り返し設備も無い。
| ホーム | 路線        | 行先                       | 備考 |
| ------ | ----------- | -------------------------- | ---- |
| 1      | ■筑豊電鉄線 | 遠賀野・感田・筑豊直方方面 |      |
| 2      | ■筑豊電鉄線 | 楠橋・永犬丸・黒崎駅前方面 |      |

※実際には上記ののりば番号標はない、上記の番号は列車運転指令上の番線番号である。

## 利用状況
2021年度の1日平均乗降人員は551人である。
近年の1日平均乗降人員は下表のとおりである。
| 年度               | 1日平均 乗降人員 |
| ------------------ | ---------------- |
| 2011年（平成23年） | 986              |
| 2012年（平成24年） | 883              |
| 2013年（平成25年） | 951              |
| 2014年（平成26年） | 890              |
| 2015年（平成27年） | 877              |
| 2016年（平成28年） | 873              |
| 2017年（平成29年） | 861              |
| 2018年（平成30年） | 772              |
| 2019年（令和元年） | 760              |
| 2020年（令和2年）  | 574              |
| 2021年（令和3年）  | 551              |

## 駅周辺

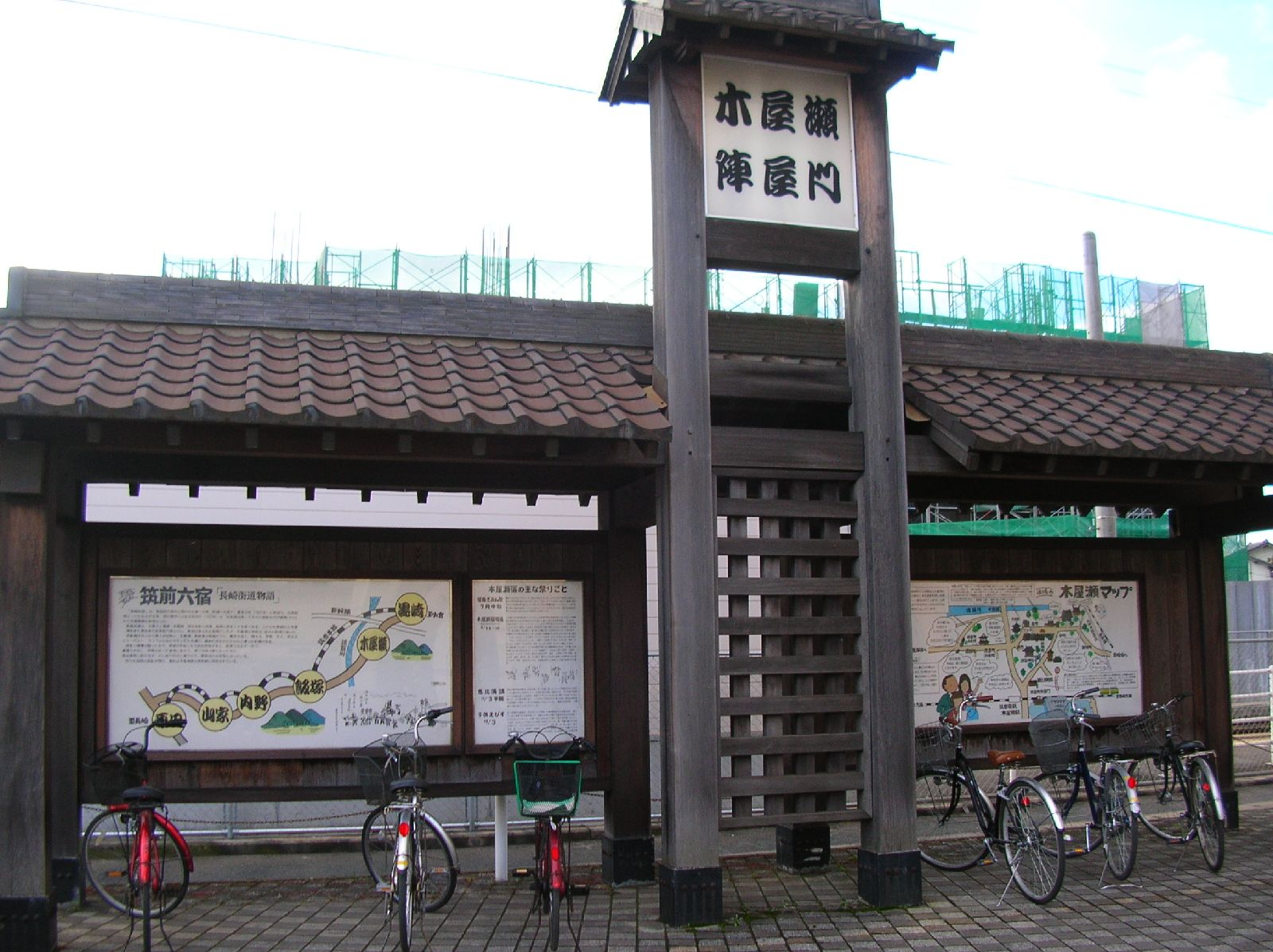
木屋瀬駅陣屋門（サンリブ側）

- 北九州市立木屋瀬小学校
- サンリブ木屋瀬店
- 熟成とんかつ「こぶたさんがころんだ」
- 木屋瀬郵便局
- 北九州市立長崎街道木屋瀬宿記念館
- 長崎街道木屋瀬宿[4]
- 国道200号
- 福岡県道73号直方水巻線
- 福岡県道280号植木上上津役線

### バス路線
- 『ふれあいバス』 - 八幡南地区おでかけ交通運営委員会が事業主体となり、第一観光バスが運行。木屋瀬電停前 - 星ケ丘。

## 隣の駅
筑豊電気鉄道
■筑豊電気鉄道線
新木屋瀬駅 (CK17) - 木屋瀬駅 (CK18) - 遠賀野駅 (CK19)